# Strada Statale 24 del Monginevro

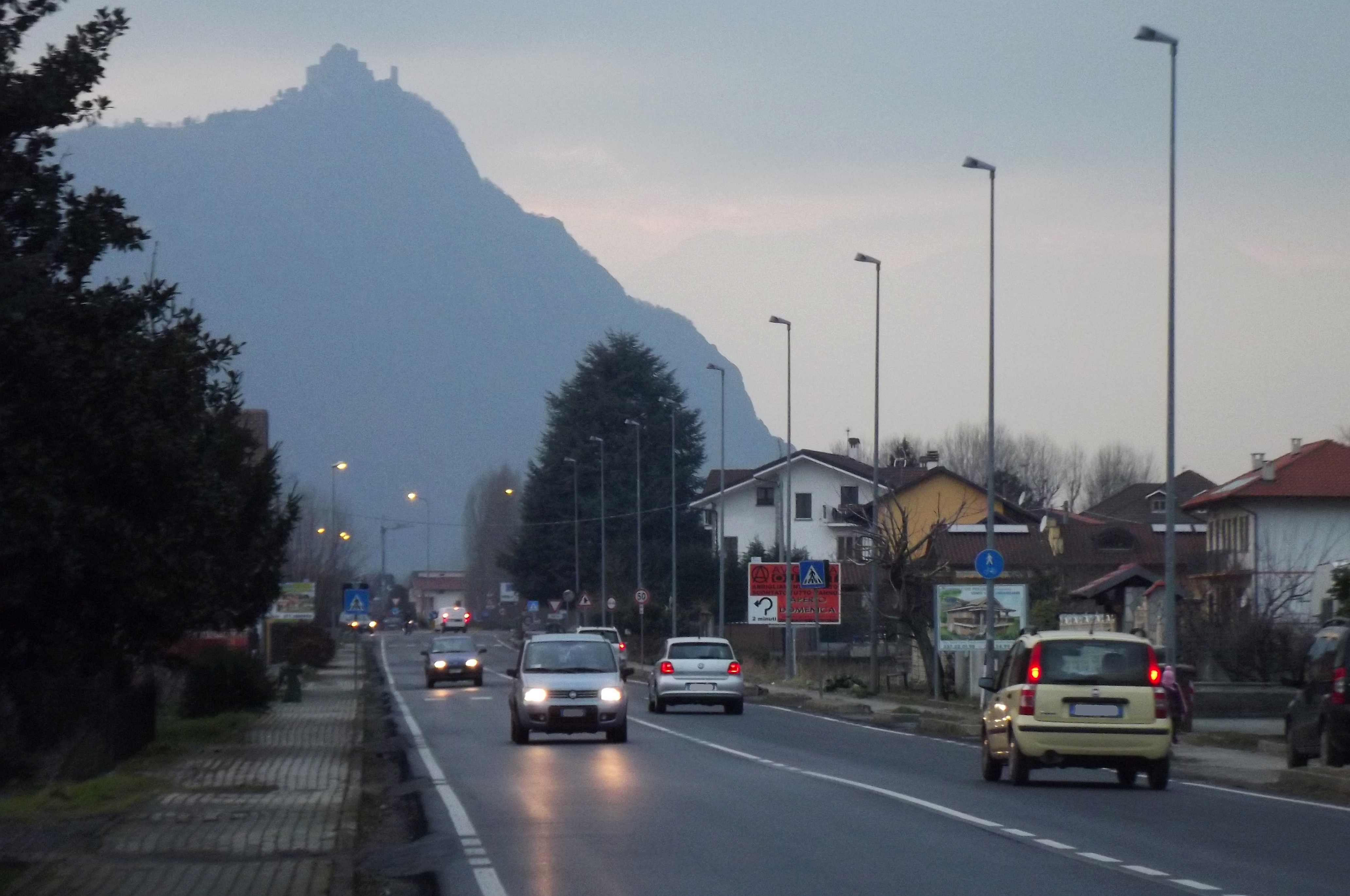
Die SP 24 del Monginevro

Die Strada Statale 24 (SS 24) ist eine italienische Staatsstraße, die 1928 zwischen Susa und der der französischen Grenze am Colle del Monginevro festgelegt wurde, wo sie in die Route nationale 94 nach Pont-Saint-Esprit übergeht. Zurück geht sie auf die 1923 festgelegte Strada nazionale 41. Wegen ihrer Führung erhielt sie den namentlichen Titel del Monginevro. Ihre Länge betrug 43 Kilometer. 1947 verkürzte sie sich durch Grenzverschiebungen nach dem Zweiten Weltkrieg. Die SS24 wurde von Susa aus nach Turin verlängert. Dabei verläuft sie jeweils auf der anderen Talseite des Flusses Dora Ripana, als es die Staatsstraße 25 tut. Mit dieser Verlängerung hatte die Straße eine Länge von 96,540 Kilometer. 2001 wurde diese 55,2 Kilometer lange Verlängerung zur Provinzialstraße abgestuft und in SP24 umgewidmet. Den namentlichen Titel behielt diese neue SP 24 dabei. In diesem Zusammenhang erhielt die bis dahin diese Nummer tragende SP 24 di Villanova SP 724 als neue Nummer.